# 精神保健福祉士
精神保健福祉士（せいしんほけんふくしし、英: Mental Health Social Worker）は、精神保健福祉士法で位置づけられた、精神障害者に対する相談援助などの業務に携わる人の国家資格である。MHSWと略称されている。
2021年4月、職能団体である日本精神保健福祉士協会により、精神障害者のみならず広く国民の精神的健康に寄与するためとして、それまで使用されていた「Psychiatric Social Worker」（PSW、直訳すると「精神科ソーシャルワーカー」）から「Mental Health Social Worker」(MHSW) に英訳名称が変更された。資格登録者数は2024年4月30日時点で10万8,336人。

## 概要
理学療法士や管理栄養士のように名称独占資格ながら、精神保健福祉センターや保健所、精神障害者福祉施設などに必置資格に準ずる配置となっている（精神保健福祉法では精神保健福祉センターや保健所に精神保健福祉相談員を置くことができるとされている）。また、精神科病院においては作業療法士と同じく診療報酬業務があり、多くの精神科病院・クリニックで配置されている。近年、企業のメンタルヘルス問題などを取り扱うEAP（従業員支援プログラム）や休職している人の職場復帰（リワーク）支援及び厚生労働省の指定する研修を修了したストレスチェック実施者や障害者雇用対策における職業訓練など職業リハビリテーション分野での活動を始め、心神喪失等の状態で重大な他害行為を行った者の医療及び観察等に関する法律に規定される、社会復帰調整官や精神保健参与員としての活動をしている者もある。

## 法律による定義
精神保健福祉士法（第二条）において「精神保健福祉士」とは、第二十八条の登録を受け、精神保健福祉士の名称を用いて、精神障害者の保健及び福祉に関する専門的知識及び技術をもって、精神科病院その他の医療施設において精神障害の医療を受け、または精神障害者の社会復帰の促進を図ることを目的とする施設を利用している者の地域相談支援（障害者の日常生活及び社会生活を総合的に支援するための法律 （平成十七年法律第百二十三号）第五条第十六項 に規定する地域相談支援をいう。第四十一条第一項において同じ。）の利用に関する相談その他の社会復帰に関する相談に応じ、助言、指導、日常生活への適応のために必要な訓練その他の援助を行うこと（以下「相談援助」という）を業とする者をいう。 名称独占資格の一つである。

## 取得方法
精神保健福祉士となるには、保健福祉系の大学または養成校において履修・卒業し、年に1度行われる精神保健福祉士国家試験に合格した後、登録資格要件を有する者が、厚生労働大臣指定登録機関である公益財団法人社会福祉振興・試験センターに精神保健福祉士として、氏名、生年月日、登録番号、登録年月日、本籍地都道府県名（日本国籍を有しない者は、その国籍）及び合格年月の登録を受けなければならない。したがって、それぞれの登録資格要件を有している者が、試験センターに登録の申請をし、登録簿に登録されることによって、精神保健福祉士としての名称を使用できることになる。 
厚生労働大臣指定試験機関（同法10条1項、公益財団法人社会福祉振興・試験センター）が実施する精神保健福祉士試験に合格し（同法4条）、精神保健福祉士登録簿に所定の事項の登録を受けなければならない（同法28条、2条）。登録簿に登録したとき、登録者に対して、その証として定められた登録事項を記載した「登録証」を交付することになっている。

### 欠格事由
次のいずれかに該当する者は、当然に精神保健福祉士となる資格を有しない（第3条）。 
1. 心身の故障により精神保健福祉士の業務を適正に行うことができない者として厚生労働省令で定めるもの
2. 禁錮以上の刑に処せられ、その執行を終わり、又は執行を受けることがなくなった日から起算して2年を経過しない者
3. 精神保健福祉士法の規定その他精神障害者の保健又は福祉に関する法律の規定であって政令で定めるものにより、罰金の刑に処せられ、その執行を終わり、又は執行を受けることがなくなった日から起算して2年を経過しない者
4. 第32条1項2号又は2項の規定により登録を取り消され、その取消しの日から起算して2年を経過しない者

成年被後見人又は被保佐人を欠格条項とする規定については、2019年6月14日に公布された「成年被後見人等の権利の制限に係る措置の適正化等を図るための関係法律の整備に関する法律」によって削除され、心身の故障等の状況を個別的、実質的に審査し、必要な能力の有無を判断することとなった。

## 指定科目
現行指定科目(2021年度以降入学者)
- 医学概論
- 心理学と心理的支援
- 社会学と社会システム
- 社会福祉の原理と政策
- 地域福祉と包括的支援体制
- 社会保障
- 障害者福祉
- 権利擁護を支える法制度
- 刑事司法と福祉
- 社会福祉調査の基礎
- 精神医学と精神医療
- 現代の精神保健の課題と支援
- ソーシャルワークの基盤と専門職
- 精神保健福祉の原理
- ソーシャルワークの理論と方法
- ソーシャルワークの理論と方法（専門）
- 精神障害リハビリテーション論
- 精神保健福祉制度論
- ソーシャルワーク演習
- ソーシャルワーク演習（専門）
- ソーシャルワーク実習指導
- ソーシャルワーク実習

旧指定科目(2012年度-2020年度入学者)
- 2009年度以降入学者の社会福祉士指定科目のうち共通科目すべて。
  - 人体の構造と機能及び疾病（医学一般）
  - 心理学理論と心理的支援（福祉心理学）
  - 社会理論と社会システム（福祉社会学）
  - 現代社会と福祉（社会福祉原論(職業指導を含む)）
  - 地域福祉の理論と方法（地域福祉論）
  - 福祉行財政と福祉計画（福祉行財政と福祉計画）
  - 社会保障（社会保障論）
  - 障害者に対する支援と障害者自立支援制度（障害者福祉論）
  - 低所得者に対する支援と生活保護制度（公的扶助論）
  - 保健医療サービス（保健医療サービス論）
  - 権利擁護と成年後見制度（福祉法学）
- 精神疾患とその治療（精神医学）
- 精神保健の課題と支援（精神保健学）
- 精神保健福祉相談援助の基盤（基礎）（精神保健福祉援助技術総論I）
- 精神保健福祉相談援助の基盤（専門）（精神保健福祉援助技術総論II）
- 精神保健福祉の理論と相談援助の展開（精神保健福祉の理論、精神保健福祉援助技術各論）
- 精神保健福祉におけるリハビリテーション（精神科リハビリテーション学）
- 精神保健福祉に関する制度とサービス（精神障害福祉のサービス、精神保健福祉の制度）
- 精神障害者の生活支援システム（精神障害者の生活支援システム）
- 精神保健福祉援助演習（基礎）（精神保健福祉援助演習A）
- 精神保健福祉援助演習（専門）（精神保健福祉援助演習B、同C）
- 精神保健福祉援助実習指導（精神保健福祉援助実習指導A、同B）
- 精神保健福祉援助実習（精神保健福祉援助実習A、同B）

旧指定科目(2008年度以前の入学者と2009年~2011年度の入学者では、社会福祉士との共通科目が異なるが、精保士独自の科目区分は同一。)
2009年度から2011年度入学者の指定科目
- 2009年度以降入学者の社会福祉士指定科目のうち共通科目すべて。
  - 人体の構造と機能及び疾病（医学一般）
  - 心理学理論と心理的支援（福祉心理学）
  - 社会理論と社会システム（福祉社会学）
  - 現代社会と福祉（社会福祉原論(職業指導を含む)）
  - 地域福祉の理論と方法（地域福祉論）
  - 福祉行財政と福祉計画（福祉行財政と福祉計画）
  - 社会保障（社会保障論）
  - 障害者に対する支援と障害者自立支援制度（障害者福祉論）
  - 低所得者に対する支援と生活保護制度（公的扶助論）
  - 保健医療サービス（保健医療サービス論）
  - 権利擁護と成年後見制度（福祉法学）
- 精神医学
- 精神保健学
- 精神科リハビリテーション学
- 精神保健福祉論（精神保健福祉の理論、精神保健福祉のサービス、精神保健福祉の制度）
- 精神保健福祉援助技術総論（精神保健福祉援助技術総論I、同II）
- 精神保健福祉援助技術各論（精神保健福祉援助技術各論）
- 精神保健福祉援助演習（精神保健福祉援助演習A、同B、同C）
- 精神保健福祉援助実習（精神保健福祉援助実習指導A、同B、精神保健福祉援助実習A、同B）

2008年度以前入学者
- 2008年度以前入学者の社会福祉士指定科目のうち共通科目すべて。
  - 社会福祉原論（社会福祉原論(職業指導を含む)）
  - 社会保障論（社会保障論）
  - 公的扶助論（公的扶助論）
  - 地域福祉論（地域福祉論）
  - 心理学（福祉心理学）
  - 社会学（福祉社会学）
  - 法学（福祉法学、更生保護制度論）
  - 医学一般（医学一般、保健医療サービス論）
- 精神医学
- 精神保健学
- 精神科リハビリテーション学
- 精神保健福祉論（精神保健福祉の理論、精神保健福祉のサービス、精神保健福祉の制度）
- 精神保健福祉援助技術総論（精神保健福祉援助技術総論I、同II）
- 精神保健福祉援助技術各論（精神保健福祉援助技術各論）
- 精神保健福祉援助演習（精神保健福祉援助演習A、同B、同C）
- 精神保健福祉援助実習（精神保健福祉援助実習指導A、同B、精神保健福祉援助実習A、同B）

## 精神保健福祉士の資格を持つ著名人
Category:ソーシャルワーク関連の人物も参照せよ。
- 池田真紀(政治家、元東京都板橋福祉事務所 職員）
- 加納三代（政治家、慶應義塾大学グローバルセキュリティ研究所 元助教）
- 大椿裕子（政治家、参議院議員、大阪教育合同労働組合 元執行委員長）
- 高部知子（女優、医療法人十全会グループ（京都） 顧問）